# Þórisjökull
Il Þórisjökull  (o Thórisjökull, letteralmente in islandese "il ghiacciaio di Þóris") è il nome di un ghiacciaio e di un vulcano, situato nell'Islanda centro-occidentale, a sud-est del ghiacciaio Langjökull. Ha un'elevazione massima di 1350 m.

## Posizione
Þórisjökull si trova fra il ghiacciaio Langjökull e il vulcano a scudo Ok. Fra questi due si trova la Kaldidalur (letteralmente "Valle fredda").

## Il vulcano
Il Þórisjökull è un tuya risalente all'era glaciale (che in Islanda si è protratta da 100.000 anni fa a 10.000 anni fa). La sua parte montagnosa consiste principalmente da ialoclastiti.
Il ghiacciaio faceva parte del Langjökull probabilmente fino alla fine del XVIII secolo.
Alcuni studi geologici sono stati fatti sull'area del Þórisjökull e del Prestahnúkur nel 2009, evidenziando fessure provocate dall'attività vulcanica sotto al ghiacciaio. Quest'attività vulcanica fa parte del più complesso sistema del Prestahnúkur.

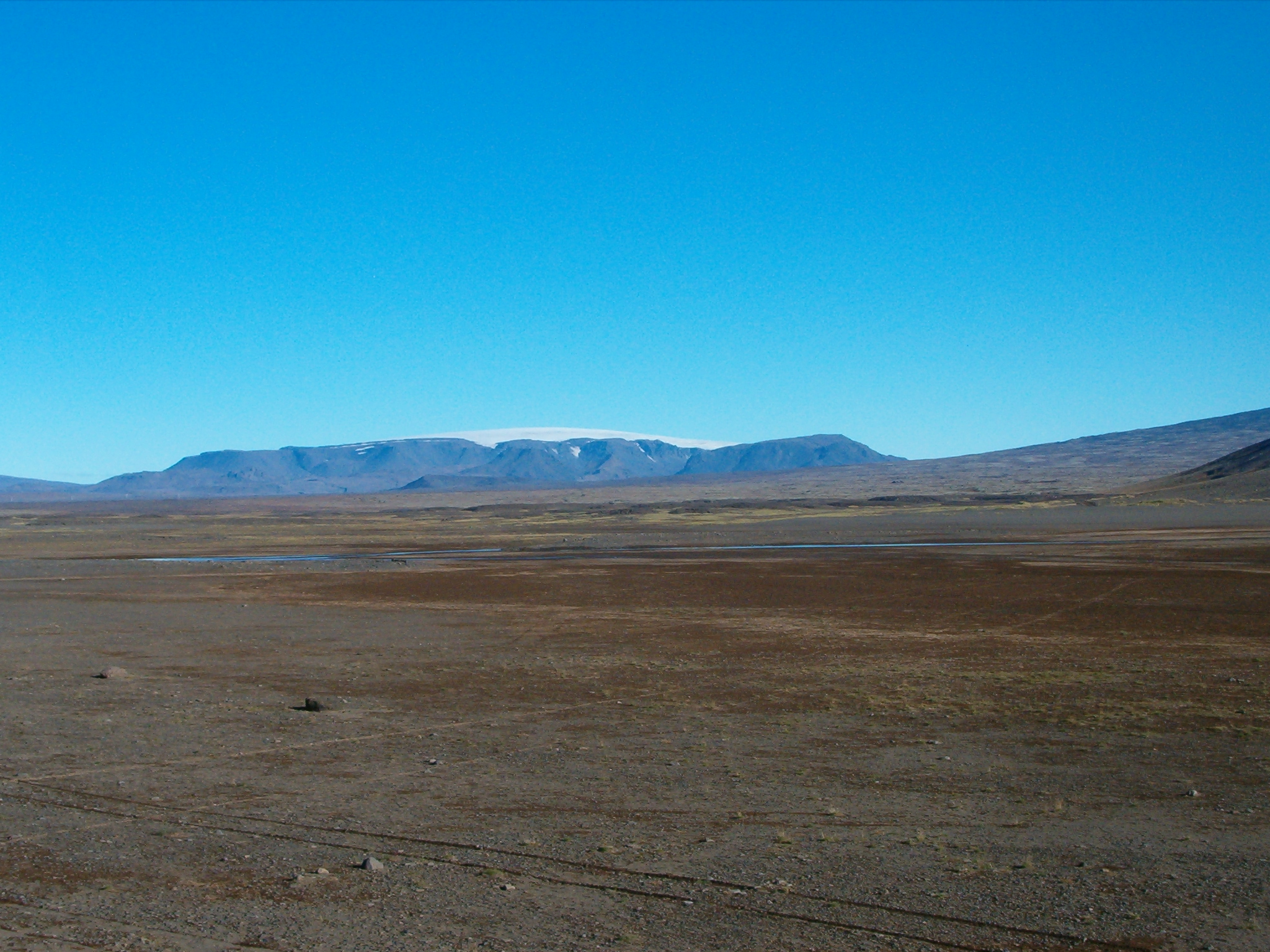
Þórisjökull visto dalla strada 52

## Il nome
Il nome deriva da quello del troll Þóri (dalla Grettis saga) che si dice abbia vissuto in una grotta nei pressi del ghiacciaio.

## Escursionismo
È possibile compiere escursioni sul ghiacciaio dal punto più alto della strada Kaldidalur-Road vicino all'ammasso roccioso Beinakerlingin all'altezza di 720 m.